# 昌原総合運動場
昌原総合運動場は、大韓民国慶尚南道昌原市にある多目的競技場。

## 概要
1993年完成。収容人員は27,085人。現在では主にサッカーに使用され、2006年から2009年までKリーグの慶南FCのホームスタジアムだったが、2010年からは昌原サッカーセンターに移転した。
2007 FIFA U-17ワールドカップの会場の1つとなっている。
スタジアム周辺には、5,000人収容の補助競技場をはじめ、昌原総合屋内プール、昌原室内体育館、昌原競輪場などがある。また、昌原科学体験館もある。

## ギャラリー

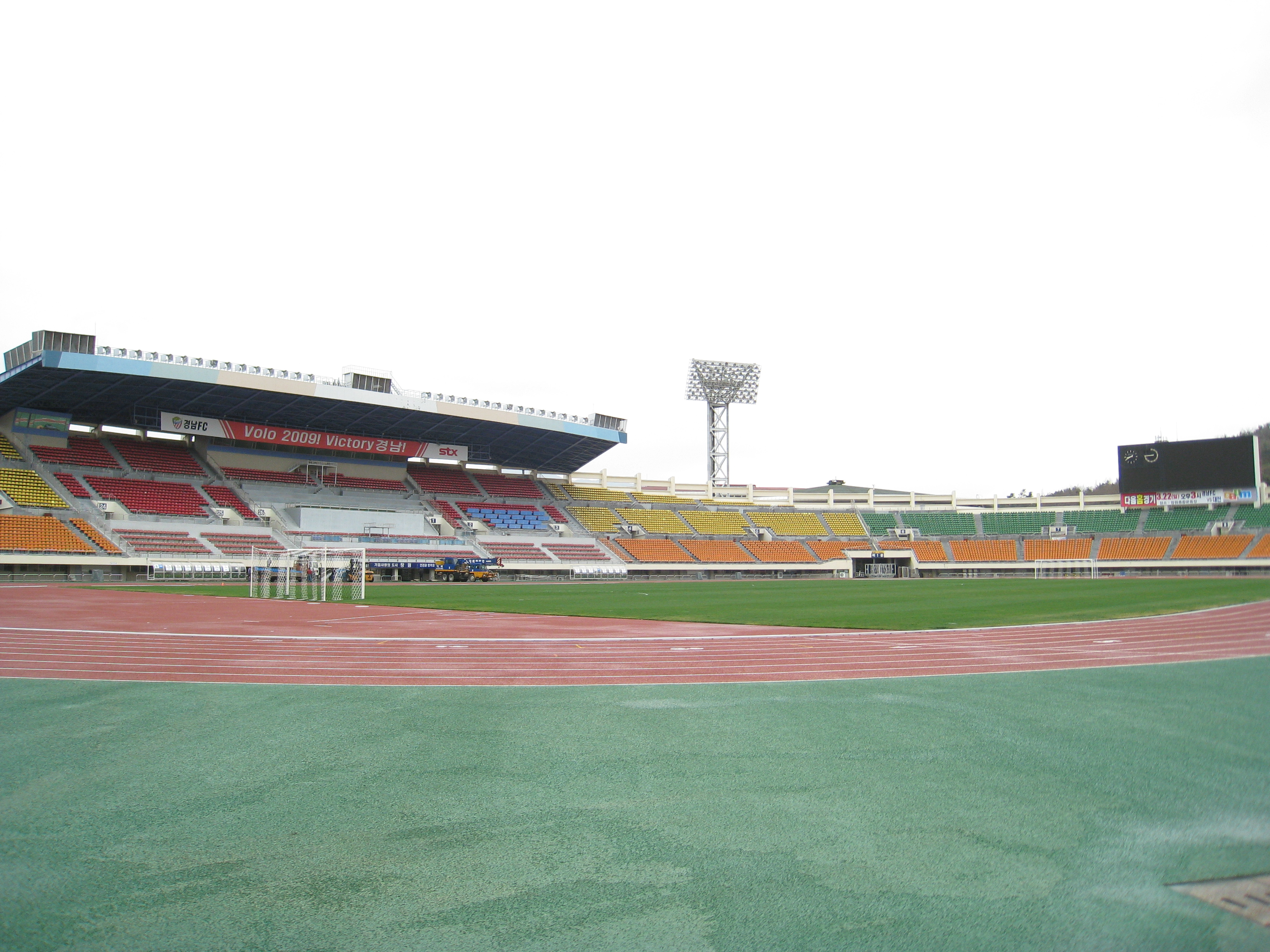
競技場内部